# アディスマルモ国際空港線
アディスマルモ国際空港線(ARS)（アディスマルモこくさいくうこうせん、インドネシア語：Kereta api Bandara Internasional Adisumarmo）は、インドネシアの中部ジャワ州にある鉄道路線である。この路線はスラカルタ市中心部からアディスマルモ国際空港までの空港アクセスを目的とした空港連絡鉄道である。
子会社のKAIバンダラ(Rail Link)はAngkasa Pura Iの株式を所有していないため、クレタ・アピ・インドネシア(KAI)によって運営されている。路線記号はASである。
アディスマルモ国際空港線は、クアラナム空港線、スカルノ・ハッタ空港線、ミナンカバウ空港線に続いて、市内中心部と空港を結ぶインドネシアでは、4番目に開通した空港連絡鉄道である。PT INKA製のME204形気動車を中心に運行される。

## 概要
アディスマルモ国際空港線は、ソロ・バラパン駅からアディスマルモ空港駅までの13.5キロメートルを結んでいる。空港線の区間は主に2つで構成される。ソロ・バラパン駅からソロ・バル駅までの3.5キロメートルの既存の鉄道線路区間と、新規開業区間であるソロ・バル駅からアディスマルモ空港までの10キロメートルである。この路線の開業によって、ソロ・バラパンからアディスマルモ空港間のアクセスが約15分まで短縮された。アディスマルモ空港鉄道は2019年12月29日に開業した。

## 駅一覧
| 駅番号           | 駅名                                                     | 乗り換え路線/メモ | 地域         |
| ---------------- | -------------------------------------------------------- | --- | ------------ |
| AS 01 JS 02 Y 06 | クラテン Klaten                                          | ターミナル駅 · 都市間列車 KAIコミューター ジョグジャカルタ線 ジョグロセマルト スカルノバスターミナル (徒歩すぐ) | クラテン県   |
| AS 02 Y 10 BK 01 | プルウォサリ Purwosari                                   | 都市間列車 KAIコミューター ジョグジャカルタ線 バタラ・クレスナ線 バティック・ソロ・トランス: 2号線 (プルウォサリ停留所) クルトゥク ジャラダラ トレイン                                                                     | スラカルタ市 |
| AS 03 JS 01 Y 11 | ソロ・バラパン Solo Balapan                              | 都市間列車 KAIコミューター ジョグジャカルタ線 ジョグロセマルト バティック・ソロ・トランス: - 2号線 (バラパン停留所) - 4号線 (ティルトナディ ターミナル, スカイブリッジ経由) ティルトナディ ターミナル (スカイブリッジ経由) | スラカルタ市 |
| AS 04            | カディピロ Kadipiro                                      | トランス・セントラル・ジャワ： S1号線 (カディピロ停留所) | スラカルタ市 |
| AS 05            | アディスマルモ国際空港 Adisoemarmo International Airport | ターミナル駅 アディスマルモ国際空港 バティック・ソロ・トランス: 1号線 (バンダラ) | ボヨラリ県   |

## 備考
1. ↑  “Train Station at Solo Airport to be Completed in September 2018” (英語). Tempo (1970年1月1日). 2025年3月27日閲覧。
2. ↑  Briginshaw, David (2017年4月10日). “Work begins on Indonesian airport rail link” (英語). International Railway Journal. 2025年3月27日閲覧。
3. ↑  Liputan6.com (2017年4月7日). “Ada Kereta Bandara, Solo ke Bandara Adi Soemarmo Hanya 15 Menit” (インドネシア語). liputan6.com. 2025年3月27日閲覧。